# 中丸友一郎
中丸 友一郎（なかまる ともいちろう、1956年 - ）は、日本の経済評論家。マクロ・インベストメント・リサーチ代表。世界銀行エコノミスト
、リーマン・ブラザーズ証券エコノミスト、JPモルガン主席日本エコノミスト等を歴任。

## 人物・経歴
福島県生まれ。1978年一橋大学経済学部卒業、日本輸出入銀行（現国際協力銀行）入行。1982年イェール大学経済学部大学院修士課程修了。1996年ジョージ・ワシントン大学大学院博士課程修了。
世界銀行エコノミストを経て、1996年リーマン・ブラザーズ証券日本エコノミスト。1997年JPモルガン・アセット・マネジメント・インク主席日本エコノミスト。2007年ロイター・ジャパン投資調査部長。その後マクロ・インベストメント・リサーチ代表として、経済、証券投資などのコンサルティングに従事。

## 著書
- 『経済崩落7つのリスク』あさ出版 2004年
- 『デイトレーダーをカモにする株式投資戦略』ダイヤモンド社 2005年
- 『1万円からはじめるオプション投資』ダイヤモンド社 2007年
- 『お金持ちだけが知っているスマートマネー株式投資戦略』東洋経済新報社 2007年
- 『スマートマネー株式投資戦略』東洋経済新報社 2007年
- 『政府系ファンドはこう動く』かんき出版 2008年
- 『株はいまが買い』あさ出版 2009年
- 『マネー資本主義を制御せよ！』朝日新書 2010年
- 『アメリカ株長期投資入門』ダイヤモンド社 2010年
- 『2011年はドルと米国株で儲けなさい』徳間書店 2010年
- 『日経5000円割れ時代の資産防衛術』徳間書店 2010年
- 『ドル暴落後はこの外貨で儲けなさい』徳間書店 2011年
- 『英語表現フォーマル&インフォーマルを使い分ける』ベレ出版 2012年
- 『今すぐこの「金融資産シフト」で儲けなさい』徳間書店 2012年
- 『2014年日経平均9000円割れ相場が始まる！』ダイヤモンド社 2013年
- 『日本経済大逆転』徳間書店 2013年
- 『円安恐慌がやってくる！』徳間書店 2013年
- 『2015年「日本売り」大暴落が始まる！』徳間書店 2014年
- 『大儲けできる株はどっち？』徳間書店 2015年
- 『緩和バブルがヤバい』ビジネス教育出版社 2015年
- 『2017年日銀破綻』徳間書店 2016年
- 『イベントドリブンで大儲け』パンローリング 2016年
- 『日経225Weeklyオプション取引入門』パンローリング 2016年
- 『世界金融・貿易戦争の結末』徳間書店 2017年
- 『1億円稼ぐ「大化け」株の見つけ方』電波社 2017年
- 『激動のニュースから学ぶトップリーダーの英語』（中丸友世と共著）DHC 2017年